# 华盛顿广场拱门
华盛顿广场拱门（Washington Square Arch），正式名稱為华盛顿拱门（Washington Arch）是一个用大理石建造的凯旋门，位於美國纽约市曼哈顿下城格林尼治村的华盛顿广场公园，构成第五大道的南部终点。它建于1892年，以庆祝1789年乔治·华盛顿的首次美国总统就职典礼一百周年。
华盛顿广场拱门由斯坦福·怀特设计，模仿巴黎凯旋门（1806年），后者又是模仿罗马的提图斯凯旋门。它高77英尺（23米）。

## 圖片

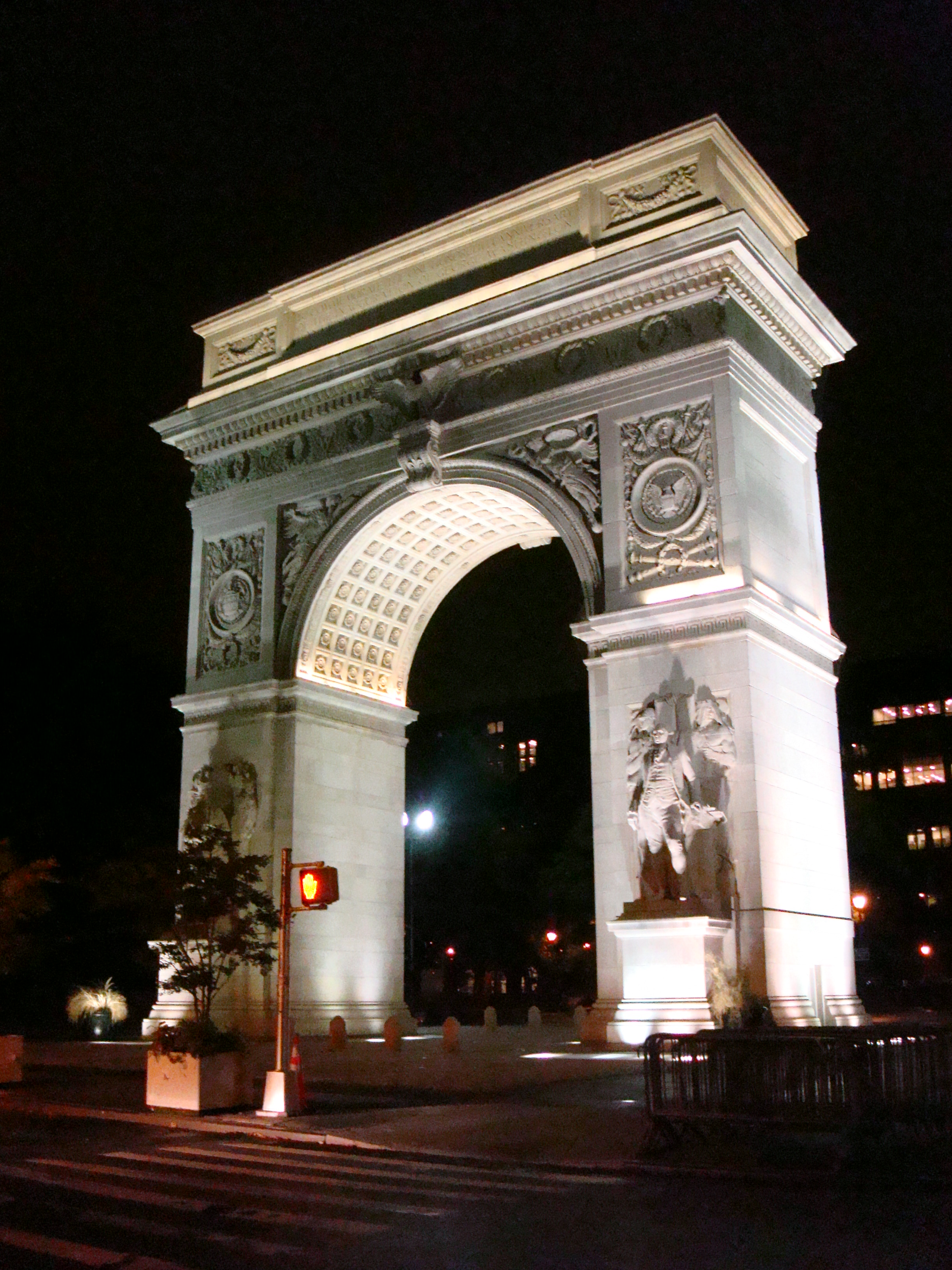
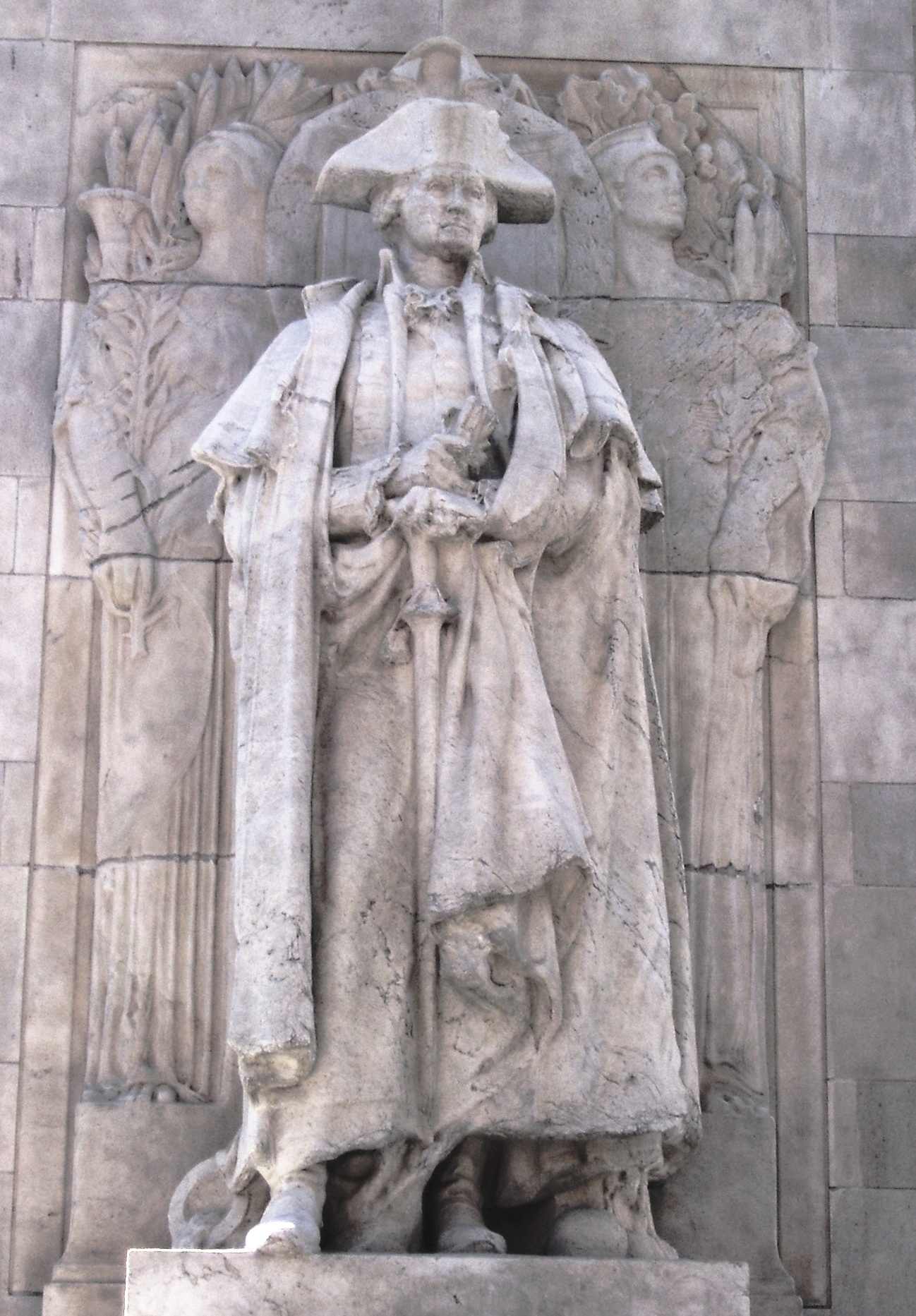
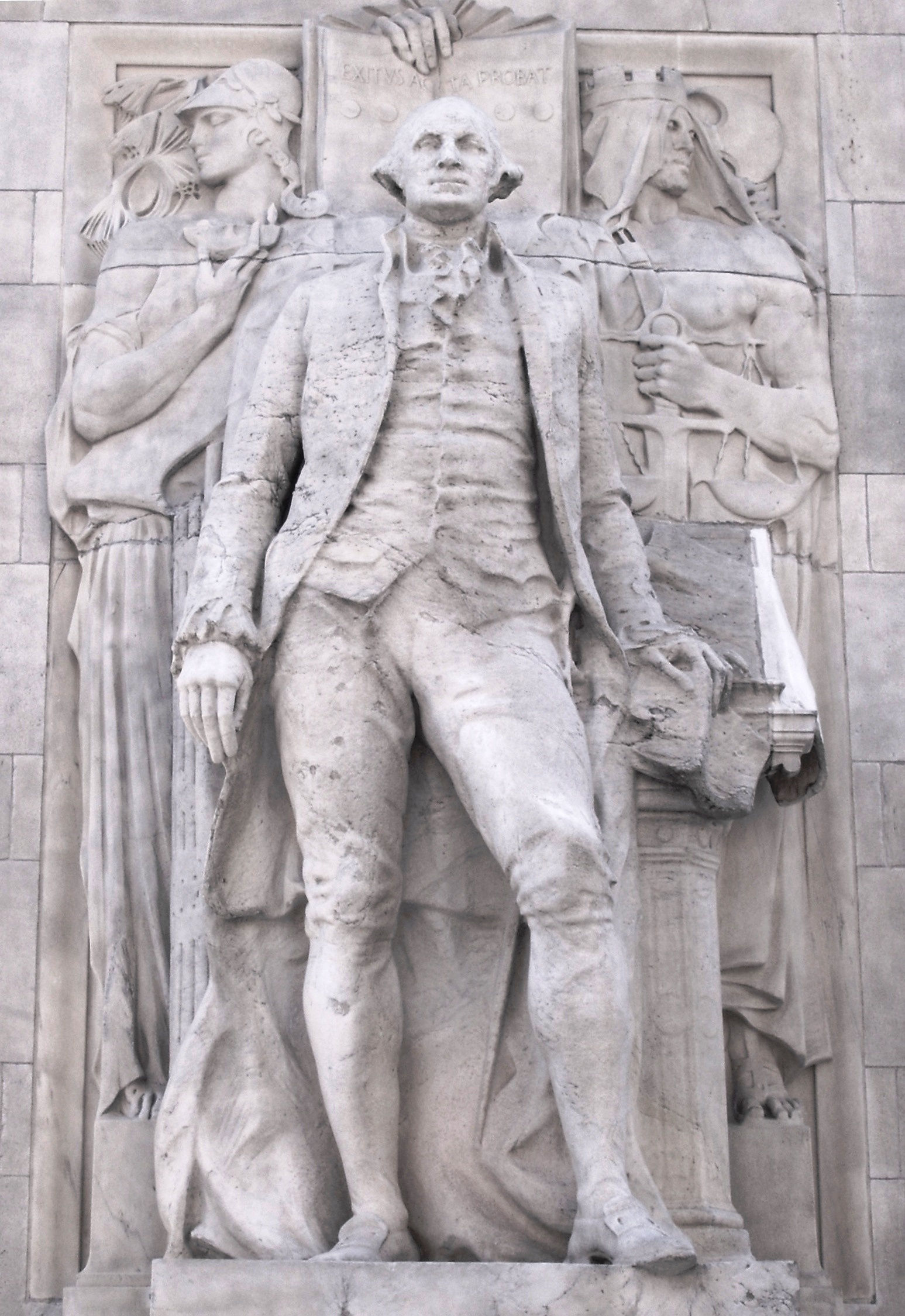

## 外部連結
- 维基共享资源上的相關多媒體資源：华盛顿广场拱门
- Guide to the Records of the Washington Arch, 1872–1925 （页面存档备份，存于）